# Livre pour orchestre
Livre pour orchestre (Boek voor orkest) is een compositie van Witold Lutosławski. De Poolse titel Ksiazka na orkiestre kreeg het pas veel later.
Het is geschreven op verzoek van dirigent Bertolf Lehman en zijn toenmalig orkest, het orkest van Hagen. De componist had deze titel oorspronkelijk bedoeld voor zijn Drie postludes, maar de titel zou dan de lading niet dekken. De titel verwijst naar Orgelbüchlein (Orgelboekje) van Johann Sebastian Bach en Livre de clavecin (Klavecimbelboek) van François Couperin. Het werk bestaat uit één deel, maar er zijn diverse secties te horen, hier Chapitres (hoofdstukken) genoemd. De vier secties zijn verschillend van karakter. Het eerste is voornamelijk toebedeeld aan de strijkinstrumenten met interrupties van de andere muziekstemmenen. Er zijn glissandi te horen en ook microtonen. In de tweede sectie   is een belangrijke rol weggelegd voor strijkers en koperblazers, de strijkers moeten hier af en toe plukken aan de snaren. De derde sectie is het scherzo van het werk. Er volgt nog een finale met een herhaling van de eerdere muziek. De vier delen zijn aan elkaar gelast door drie interludes. Deze tussenspelen geven de compositie (enige) rust. Zowel de secties als de interludes bevatten passages van aleatoriek, zodat ook de dirigent even rust heeft.
Het orkest van Hagen speelde het werk voor het eerst op 18 november 1968. De componist zag dit werk als een van de belangrijkste in zijn oeuvre. De wereld dacht er anders over, gezien de bescheiden discografie.
Livre pour orchestre is geschreven voor:
- 3 dwarsfluiten (II ook piccolo), 3 hobo's, 3 klarinetten, 3 fagotten (III ook contrafagot)
- 4 hoorns, 3 trompetten, 3 trombones, 1 tuba
- pauken,  3 man/vrouw percussie, 1 harp, 1  piano, 1 celesta
- violen, altviolen, celli, contrabassen

## Discografie
- Uitgave Naxos : Pools Nationaal Radio-Symfonieorkest o.l.v. Antoni Wit (opname 1997)
- Uitgave EMI Classics: idem o.l.v. componist (opname 1976/77)